# Horbaef
Horbaef (Hor = Horus, ba = "duša") ili Baefhor je bio princ drevnog Egipta, sin faraona Kufua i nepoznate kraljice te unuk faraona Snofrua. Imao je naslov "Veliki od Pet od Totove kuće". Oženio je svoju polusestru, princezu Meresank, s kojom je imao dvije kćeri:
- Nefertkau C,
- Nebtitepites.[3]

Horbaef je umro prije svoje supruge te je pokopan u mastabi G 7410-7420 u Gizi, gdje je poslije pokopana i Meresank, koja se nakon Horbaefove smrti udala za Džedefru ili Kafru. Horbaefov granitni sarkofag danas se nalazi u Egipatskom muzeju u Kairu.
1. ↑  Meresank je tijekom cijelog Horbaefovog života bila princeza. Kraljica je postala udajom za Džedefru ili Kafru.
2. ↑  4. dinastija. Inačica izvorne stranice arhivirana 26. kolovoza 2010. Pristupljeno 25. kolovoza 2010.
3. ↑  Meresank II. Inačica izvorne stranice arhivirana 25. kolovoza 2010. Pristupljeno 25. kolovoza 2010.
4. ↑  Kufu. Inačica izvorne stranice arhivirana 27. srpnja 2010. Pristupljeno 25. kolovoza 2010.
5. ↑  Obitelj kraljice Heteferes I. (PDF). Inačica izvorne stranice (PDF) arhivirana 9. ožujka 2005. Pristupljeno 25. kolovoza 2010. journal zahtijeva |journal= (pomoć)